# Tmetonota abrupta
Tmetonota abrupta är en insektsart som först beskrevs av Walker, F. 1870.  Tmetonota abrupta ingår i släktet Tmetonota och familjen gräshoppor. Inga underarter finns listade i Catalogue of Life.